# 皮耶韦-阿涅沃莱
皮耶韦-阿涅沃莱（義大利語：Pieve a Nievole），是意大利托斯卡纳大区皮斯托亚省的一个市镇。总面积12.71平方公里，人口9726人，人口密度765.2人/平方公里（2009年）。ISTAT代码为047013。